# 한신 교육투쟁
한신교육투쟁(阪神教育鬪爭, 일본어: 阪神教育事件)은 재일 한국인과 일본 공산당이 1948년 4월 14일부터 같은해 4월 26일까지 오사카부와 효고현에서 벌인 민족교육투쟁이다. 이 사건으로 연합군최고사령부는 전후 유일하게 비상사태를 선언했다. 한신교육사건(阪神教育事件)이라고도 불린다.

## 발단

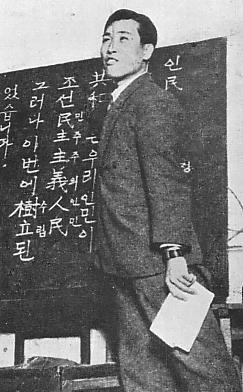
당시의 민족교육

1947년 10월, 연합군최고사령부 사령관 더글라스 맥아더는 일본 정부에게 재일조선인을 일본의 교육기본법, 학교교육법에 따르게 하도록 지령을 내렸다.
당시 재일 조선인의 아이들은 전쟁 전·전시의 황민화교육 때문에 조선어를 읽고 쓰기가 어려웠다. 그래서 일본 각지에 국어 강습회가 개최되어 한글과 한국어를 아는 사람이 재일 조선인의 아이들에게 독자적으로 제작한 교재로 조선어를 가르쳤다. 국어 강습회는 재일본조선인련맹(약칭 '조련') 사무소나 공장 철거지, 현지의 초등학교 교사 등을 빌려 열렸다. 그 후 국어 강습회는 조선인 학교로 개편되어 갔다. 이 학교는 전국에 500여개, 학생수는 6만여 명에 이르렀다.
1948년 1월 24일, 문부성 학교국장은 각 도도부현 지사에 대해 〈조선인 설립 학교 취급에 대해서〉라는 통지를 내려 조선인 학교를 폐쇄하고 학생을 일본인 학교로 편입시키도록 지시했다. 이것이 조선학교폐쇄령이다. 오사카부와 효고현은 이에 근거해 조선학교의 폐쇄를 명령했다.
같은 해 1월 27일, 조련은 제13회 중앙위원회를 개최해 조선 학교 폐쇄령에 대해 반대를 밝혔다. 그리고 '3·1 독립운동투쟁 기념일'에 맞추어 민족 교육을 지키는 투쟁을 전국에서 전개할 것을 호소했다.

## 한신교육투쟁의 전개

### 오사카부
1948년 4월 23일 오전 9시, 오사카부 오사카성 앞의 오테마에 공원에서 조선인학교 탄압반대 인민대회가 개최되었다. 집회에는 재일조선인과 일본 공산당 관서지방위원회의 일본인 등7000여명이 참가했다. 대표자 16명이 선출되어 오사카부 청사에서 오사카부 지사와 교섭을 실시하였다.
12시 30분, 오사카부청 지사실에서 부지사(지사는 부재중이었다)와 조선인 대표자 16명이 교섭을 시작하였다. 교섭은 합의에 이르지 못하였다.
오후 3시, 집회 참가자가 동시에 구호를 외쳤다. 청년 50여 명이 행동대를 편성해 스크럼을 짜고 오사카부청 앞의 저지선을 돌파했다.
오후 3시 30분, 행동대에 이어 시위대 7000여 명이 오사카부청에 진입해 3층 복도까지 점거했다. 부지사는 경찰관의 유도에 따라 전시에 만들어져 있던 지하도를 통해 탈출했다.
오후 5시 경, 일본 공산당 오사카지방위원회에 파견되어 있었던 마스야마 타스케(増山太助)는 가와카미 간이치(川上貫一) 중의원의원과 함께 지사실에서 막으려 했으나, 시위대는 지사실에 진입하여 집기를 파손하였다. 같은 날 밤, 오사카성 주변의 각처에서, 재일조선인과 일본 공산당 관서지방위원회의 일본인은 봉화를 피웠다.
같은 날, 조련은 가와카미 간이치(川上貫一)를 대표로 하여 교섭 장소를 만들려고 했지만, 미군과 무장 경관이 배치되어 무산되었다. 그 후, 재일조선인과 일본 공산당 관서지방위원회의 일본인 등은 무장 경관대와 충돌하였으며, 재일조선인 1명이 사망하였고, 재일조선인 20명이 부상, 경찰관은 31명이 부상당했다. 이로 인해 179명이 소란죄로 검거되었다.
4월 25일, 조련과 일본인 약 300여 명이 오사카 남경찰서에서 체포자의 석방을 요구했다. 경찰은 위협 사격을 가해 이를 해산시켰다.
4월 26일, 조련은 오사카 히가시나리구·아사히구 등에서 조선인학교 탄압반대 인민대회를 개최했다. 같은 날 오후, 조선인 대표자와 오사카부 지사는 다시 교섭을 벌였으나, 오후 3시 40분, 별실에 대기하고 있던 오사카 군정부의 크레이그 대령이 교섭 중지와 오테마에 공원에 집결하고 있던 재일조선인 2만 명의 해산을 명령했다.
같은 날, 재일조선인 1600여 명이 다시 오사카부청으로 향했다. 시위대는 무장 경찰의 저지선을 향해 돌을 던졌다. 무장경찰은 소방차로 물을 쏘고 권총으로 발포하였고, 이로 인해 재일조선인 1명(김태일)이 사망했다. 검거된 사람들은 군사재판에 회부되어, 일본인 9명과 재일조선인 8명이 중노동 4년 이하를 선고받았다. 이후 오사카시 경찰국은 미국 육군 제25사단 사령부로부터 감사장을 증정받았다.

### 효고현
1948년 4월 10일, 효고현 지사 키시다 유키오(岸田幸雄)는 조선인학교에 대해 봉쇄 명령을 내렸다.
4월 14일, 조련은 효고현청을 방문해 키시다 유키오와의 교섭을 요구했다.
4월 23일, 경찰과 헌병은 조선인학교 나다교(灘校)와 히가시고베교(東神戸校)를 봉쇄했다.
4월 24일, 조선인학교에 대한 전날의 조치에 항의하는 재일조선인과 일본인이 효고현 현청앞에 모였다.
같은 날 오전 9시 30분, 효고현청 지사실에서 키시다 유키오, 고데라 겐키치(고베시 시장), 검사정 등 15인은 조선인학교 폐쇄 가처분 집행 문제와 재일 조선인의 항의 집회 대책을 협의했다. 조련은 효고현 지사실에서의 밀담의 정보를 입수해 약 100명의 재일 조선인과 일본인이 효고현청 내에 진입하였다. 이들은 지사 응접실을 점거해 비품등을 파손시킨 후, 벽을 깨어 지사실에 진입해 키시다 유키오와 헌병을 감금했다. 그리고 전화선을 절단해 외부와의 연락을 끊고 '학교 폐쇄령의 철회', '조선인학교 폐쇄 가처분의 취소', '조선인학교 존속의 승인, '체포된 조선인의 석방' 등을 키시타 유키오에 요구하였고, 오후 5시 경, 키시다 유키오는, '학교 폐쇄령의 철회', '조선인 학교 폐쇄 가처분의 취소', '조선인학교 존속의 승인', '체포된 조선인의 석방' 을 약속했다.
같은 날 오후 10시 경, 키시다 유키오, 요시카와 효고현 부지사, 이치마루 검사정, 타나베 차석검사, 이데이 효고현 경찰장, 후루야마 고베시 경찰국장 등은 점령군 효고현 군정부에 모여, 오후 11시 경, 효고현 군정부는 '비상사태 선언'을 발령했다. 이에 따라 전 경찰관은 미군 헌병 사령관의 지휘하에 들어갔으며, 효고현청에 진입한 사람들을 철저히 검거할 것이 명령되었고, 키시다 유키오가 약속한 '학교 폐쇄령의 철회', '조선인 학교 폐쇄 가처분의 취소', '조선인 학교 존속의 승인', '체포된 조선인의 석방' 등은 사실상 무효가 되었다.
4월 25일 이른 아침, 미군 헌병과 일본 경찰관은 효고현청에 진입한 사람들을 검거하기 시작했다.
4월 28일, 비상사태 선언이 해제되었다.
4월 25일부터 4월 29일까지 1590명 혹은 7295명이 검거되었다. 일본 공산당 고베 시 시의회 의원인 호리카와(堀川一知)도 검거되었다.
검거된 사람 중 주요 인사를 구류해 23명이 군사재판에 회부되었다. 일본인 호리카와는 중노동 10년을 선고 받았다. 재일조선인은 최고 중노동 15년을 선고받아 형기 종료 후 본국에 강제송환 되었다.

## 한신교육투쟁의 결과
1948년 5월 5일, 조련의 교육대책위원장과 문부대신 사이에 "교육기본법과 학교 교육법을 준수한다", "사립학교의 자주성의 범위 안에서 조선인 독자적인 교육을 인정하고, 조선인 학교를 사립학교로서 인가한다"라는 내용의 각서가 교환되었다.

## 같이 보기
- 김태일(金太一)은 1948년 4월 26일 일본 오사카의 한신 교육투쟁에서 일본 경찰이 발포한 총에 맞아 사망한 재일 한인 학생이다.
- 조선학교
- 한국학교

## 참고 문헌
- 宮崎学『不逞者』幻冬舎 幻冬舎アウトロー文庫、1999年、ISBN 4-87728-734-5
- 神戸市警察史編集委員会『神戸市警察史』1956年
- 大阪府警察史編集委員会『大阪府警察史 第3巻』1973年
- 兵庫県警察史編纂委員会『兵庫県警察史 昭和編』1975年